# Byggnadsfirman Viktor Hanson
Byggnadsfirman Viktor Hanson AB är ett byggföretag i Stockholm. Det är aktiebolag som inte handlas på börsen samt dotterbolag till Aktiebolaget Nynäs City. Företaget har cirka 80 medarbetare och omsatte drygt 300 miljoner kronor år 2012.

## Organisation
Viktor Hanson utför renovering och nyproduktion av byggnader.Affärsområdena inom organisationen är uppdelade på två avdelningar: nyproduktion och rot- och ombyggnadsprojekt. 
Inom affärsområdet för nyproduktion utvecklas fastigheter för allt från bostäder till kommersiella byggnader. Inom avdelningen för nyproduktion utvecklas även bostadsprojekt i egen regi för försäljning på bostadsmarknaden. Viktor Hanson har de senaste åren skapat bostäder i flera av Stockholms nya bostadsstadsdelar såsom Norra Djurgårdsstaden vid Frihamnen, Annedal vid Mariehäll och Barkarbystaden i Järfälla.

## Historik
Viktor Hanson (1887-1955) var en av många dalmasar som letade sig ner mot den arbetskraftssökande regionen kring Mälardalen. Dalarna präglades under denna tid av överbefolkning och små jordbruk, medan den industriella revolutionen i Stockholm ökade med fabriker såsom Liljeholmens stearinfabrik och Barnängens Tekniska Fabrik. Den ökande befolkningen i Stockholm medförde även ett större behov av bostäder, trafikförbindelser och stadsnät. Från mitten av 1800-talet och fram till sekelskiftet ökade Stockholms folkmängd med hela tre gånger.

### Viktor Hanson Byggnadsingeniör

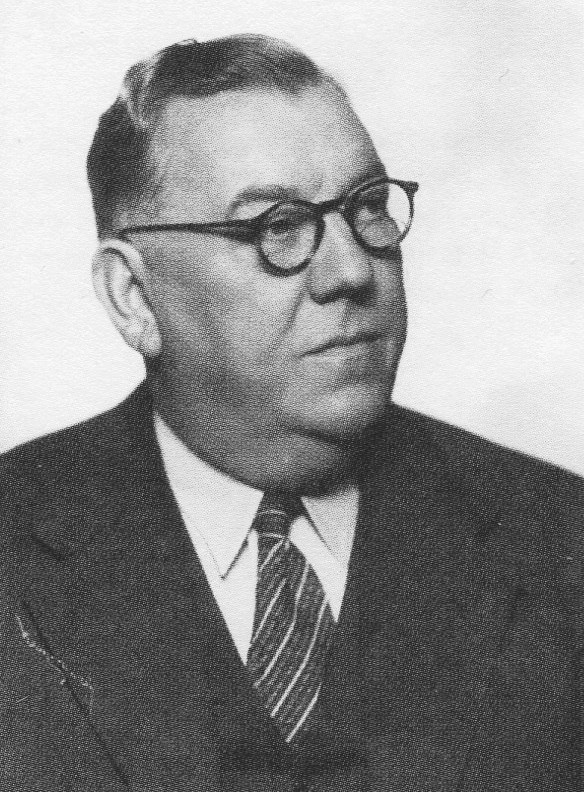
Viktor Hansson

Viktor Hanson (1887-1955) växte upp i Mora i slutet av 1800-talet tillsammans sin fyra år äldre bror och två yngre systrar. Runt sekelskiftet, när Mora Bryggeri skulle få en ny byggnad, arbetade Viktor Hansons äldre bror Oscar i närheten av byggarbetsplatsen. Oscars intresse för byggnadskonsten väcktes därmed och inspirerade honom till att själv börja med murararbete. Något år senare flyttade Oscar ner till Stockholm för att praktisera muraryrket och senare vidareutbilda sig till byggmästare.
Viktor inspirerades troligtvis av brodern och under 1904 flyttade även Viktor ner till Stockholm för att arbeta som murare. Under höstens början samma år anmälde sig Viktor till Tekniska Afton- och söndagsskolan . Dessa skolor var en tidig form av yrkesutbildning, som skapades efter att kungen infört näringsfrihet. Näringsfriheten var ett resultat av att skråväsendet avskaffats och att mästarnas intresse för att utbilda lärlingar minskat. Studierna skedde på fritiden enligt namnet: Tekniska Afton- och söndagsskolan, som var en del av Tekniska skolan och senare under namnet Konstfackskolan.
Viktor Hanson arbetade därefter en tid som verkmästare på brodern och byggmästaren Oscars ombyggnad av Matteus kyrkan. Runt 1910 påbörjade Viktor studier på Byggnadsyrkesskolan, vilket innebar en treårig utbildning till Byggnadsingenjör. För att bli antagen som byggmästare av Stockholms byggnadsnämnd var en byggnadsingenjörsexamen nödvändig. De flesta elever från Byggnadsyrkesskolan arbetade efter utbildningen som byggnadsmästare, verkmästare eller som byggnadsingenjör, medan några valde att läsa vidare till Arkitekt. Viktors kurskamrat Björn Hedvall var en av dem som vidareutbildade sig till arkitekt och utförde senare flera projekt tillsammans med Viktor.

### Byggnadsfirman Viktor Hanson
Som byggnadsmästare startade Viktor Hanson en egen byggnadsfirma och skrev sitt första kontrakt samma dag som första Världskriget bröt ut, 1914. Den första entreprenaden innefattade en arbetscellsbyggnad vid centralfängelset på Långholmen . Några år senare fick Viktor uppdraget att bygga restaurang Blå Porten invid Liljevalchs konsthall, som finns kvar än idag. 1918 blev Viktor medlem i Stockholms Byggmästareförening. På 1920-talet uppfördes åt Stockholms stads sparbank en fastighet i hörnet av Fleminggatan och Inedalsgatan på Kungsholmen.

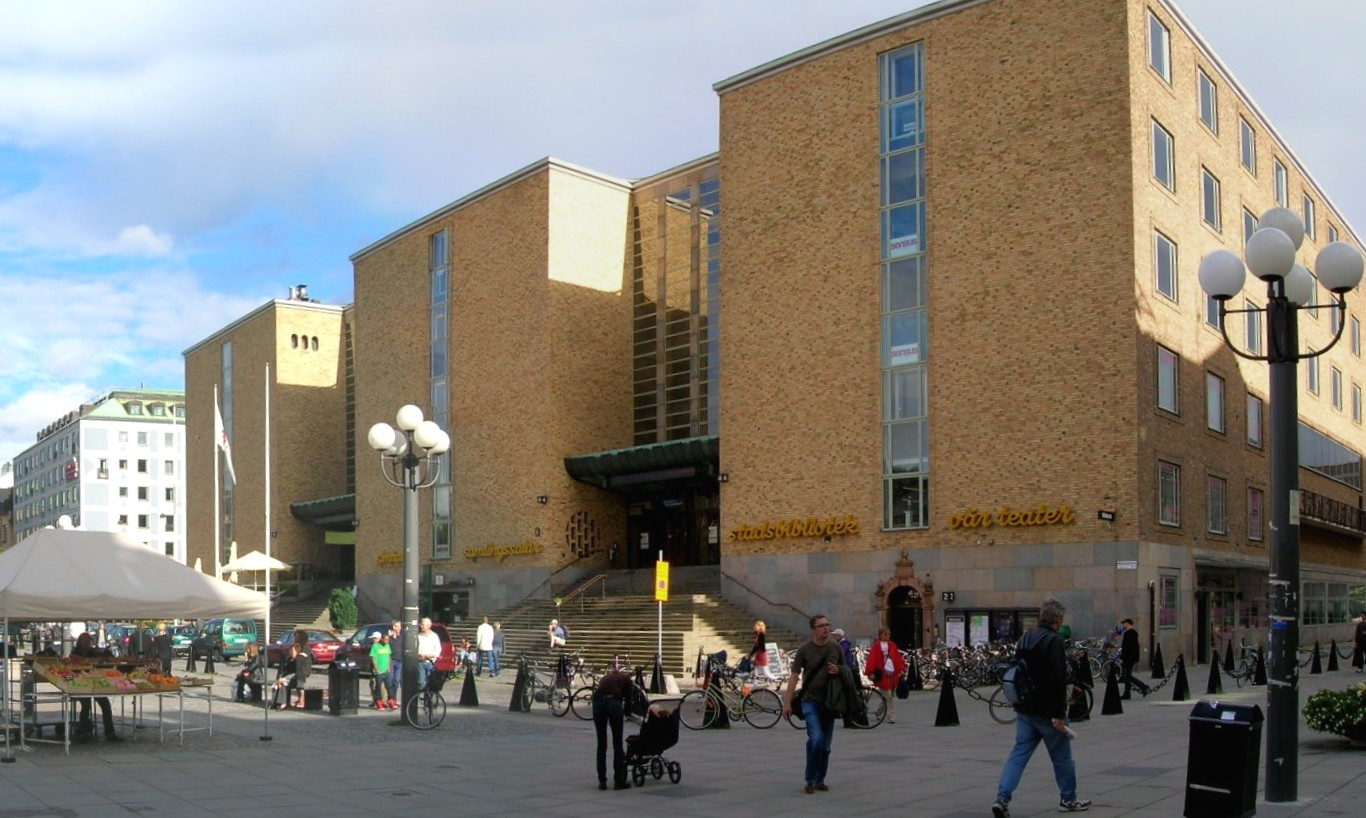
Forsgrenska Medborgarhuset Södermalm Stockholm 2005-08-11

Viktor uppförde även under denna tid flera byggnader tillsammans med före detta kurskamraten Björn Hedvall. Ett av dessa är Kv Plogen vid Katarina Bangata som uppmärksammats som ett av Hedvalls kulturhistoriskt värdefulla hus i Stadsmuseets byggnadsinventering. Ett annat exempel på samarbetet mellan Hedvall och Viktor Hanson med kulturhistoriskt värde är Metropolpalatset idag Hard Rock Café på Sveavägen/Odengatan. I grannkvarteret på Hagagatan uppförde de gamla kurskamraterna även Viktor Hansons första hus i egen regi. Traditionen att bygga i egen regi återupptogs även i början av 2000-talet. Huset på Hagagatan var ett tidigt tecken på funktionalism, som var ett av Hedvalls signum. I Ekhagen ritade denne både stadsplanen och bebyggelsen och Viktor Hanson utförde byggarbetena.
1935 byggde Viktor Hanson Södra Kommunala mellanskolan, idag Zinkendammsskolan, även denna var i funktionalistisk stil. Denna byggnad beredde troligen vägen till att Viktor Hanson 1937 vann anbudstävlingen om att bygga Medborgarhuset på Södermalm. I början av 1940-talet uppförs Sjökrigsskolan när denna flyttas till Näsbypark. Efter denna entreprenad avstannar företaget under ett par år för att återupptas 1947.

### Följande generationer

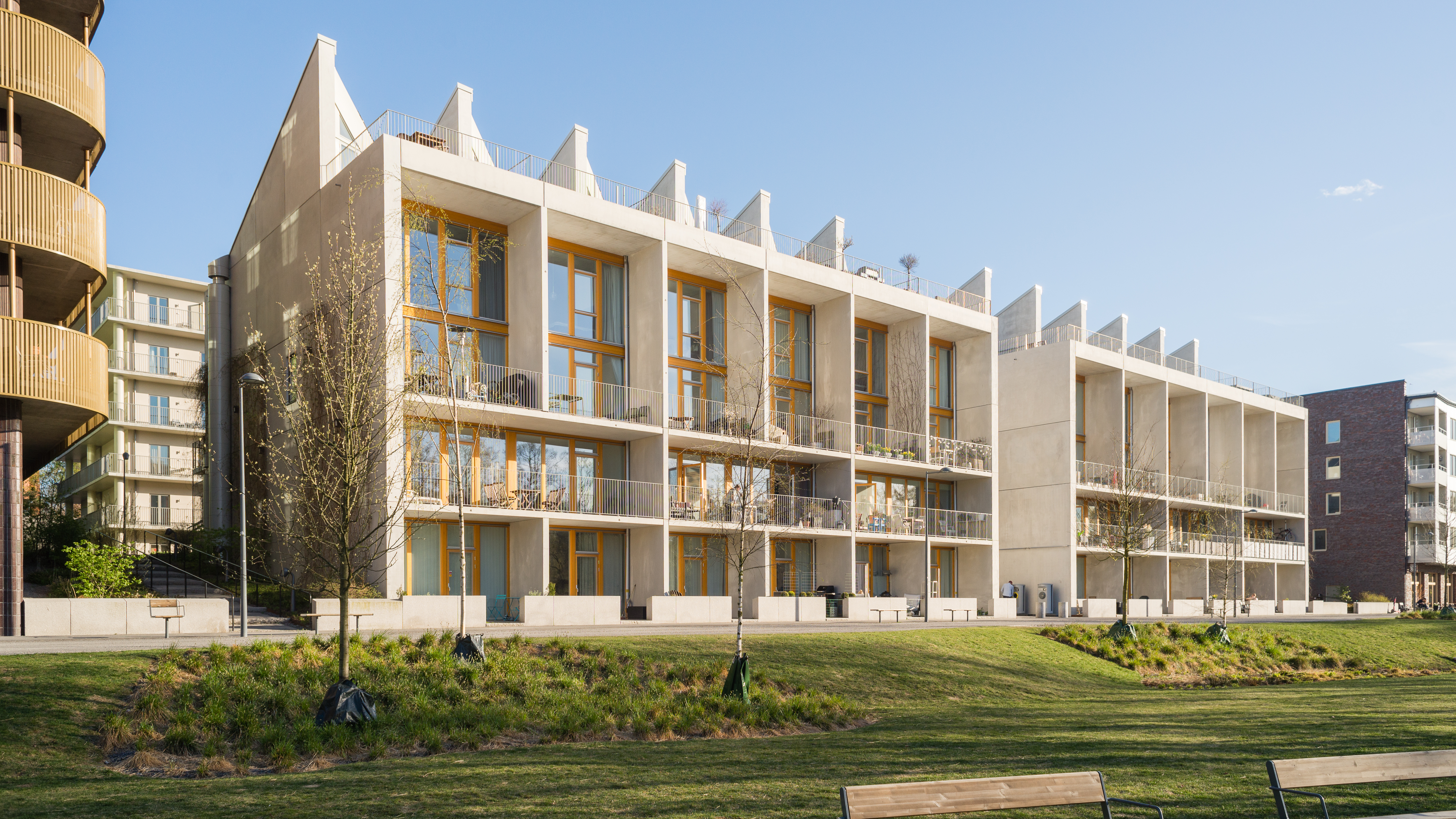
Stora Sjöfallet 2 uppfördes av Viktor Hansson 2016 och nominerades till Årets Stockholmsbyggnad 2017.

Viktors äldste son Olof utbildade sig likt fadern till byggnadsingenjör. Olof Hanson startade för Viktor Hansons räkning verksamhet även i Oxelösund. I Oxelösund fanns under denna tiden stota glasbruk, men även hamn och järnverk. Olof såg att det fanns ett behov av en byggentreprenör i denna region. Den utvecklades till en ny avdelning, Nyköpingsavdelningen, som verkade i Oxelösund och Nyköpingsregionen fram till 2000-talet då denna avdelning avetablerades.
När Viktor Hanson gick bort 1955 övertog Olof och hans yngre bror Rune byggverksamheten. Därefter drevs företaget vidare av Runes söner; den äldste sonen Sven och sedan vidare till mellansonen Erik. Den yngste av Runes söner Nils Hanson arbetade under dessa år som ekonomichef i Byggnadsfirman Viktor Hanson. 2001 fick företaget för första gången en VD i Lars Benton, utanför familjen Hanson. Nils Hanson är dock fortfarande verksam i företaget och ägare till bolaget. Han är tillsammans med brodern Erik Hanson medlem i Murmestare Embetet i Stockholm.